# Sue Sarafian Jehl

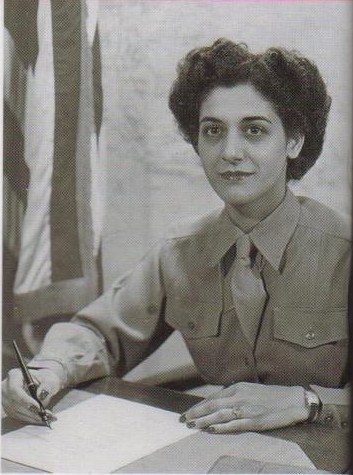
Sue Sarafian

Sue Sarafian Jehl (* 14. Februar 1917 in Malden, Massachusetts als Sue Sarafian; † 13. April 1997 in Maitland, Florida) war die persönliche Sekretärin von General Dwight D. Eisenhower. Sie gilt als das bekannteste Mitglied des Women’s Auxiliary Army Corps (WAAC), das im Zweiten Weltkrieg im amerikanischen Militär diente.
Die armenischstämmige Sue Sarafian wurde am 14. Februar 1917 in Malden im Bundesstaat Massachusetts geboren. Sie war die älteste von fünf Töchtern. Ihre Eltern stammten aus Keghi bei Harput im Osmanischen Reich. Sarafian besuchte die öffentliche Schule in Detroit, machte 1934 an der Highland Park High School ihren Abschluss und beendete ihre Ausbildung am Detroit Business Institute mit Auszeichnung. Sie war Gründungsmitglied des Ortsverbands Detroit der Armenian Youth Federation.
Sarafians berufliche Laufbahn begann in amerikanischen Bundesbehörden; ein Jahr lang arbeitete sie als Sekretärin für den Internal Revenue Service und das United States Census Bureau. Danach war sie sechs Jahre lang als Privatsekretärin und Hauptkassiererin bei der American National Insurance Company in Galveston, Texas beschäftigt.
Sarafian entschied sich, am Zweiten Weltkrieg teilzunehmen, da sie das älteste der fünf Mädchen war und keine Brüder hatte, die Militärdienst hätten leisten können. Im Juli 1942 wurde sie als erste Frau aus Detroit Mitglied des kurz zuvor gegründeten WAAC, das Sekretärinnen, Telefonistinnen und Köchinnen für die Armee bereitstellte. Sie diente im Range eines Unterleutnants der United States Army in der Normandie und im Rheinland. Von Januar 1943 bis April 1947 war sie die persönliche Sekretärin von General Eisenhower.
Sue Sarafian Jehl, die mit Ronald Jehl verheiratet war, starb am 13. April 1997 mit 80 Jahren in ihrem Haus in Maitland, Florida an Krebs. Sie wurde eingeäschert und auf dem Nationalfriedhof Arlington bestattet.